# Syncystis synaptae
Syncystis synaptae is een soort in de taxonomische indeling van de Myzozoa, een stam van microscopische parasitaire dieren. Het organisme komt uit het geslacht Syncystis en behoort tot de familie Urosporidae. Syncystis synaptae werd in 1892 ontdekt door Léger.